# Liste der denkmalgeschützten Objekte in Velhartice
Grundlage dieser Liste der denkmalgeschützten Objekte in Velhartice ist die ÚSKP-Liste (Ústřední seznam kulturních památek České republiky, deutsch Zentrale Liste der Kulturdenkmäler der Tschechischen Republik), die von der tschechischen Denkmalschutzbehörde NPÚ (Národní památkový ústav, deutsch Nationale Denkmalbehörde) seit 1987 geführt wird und an die seit dem Jahr 1850 geschaffenen Listen anschließt.

## Denkmalgeschützte Objekte nach Ortsteilen

### Velhartice
| Lage                                                                       | Objekt                              | Beschreibung | ÚSKP-Nr.                  | Bild                     |
| -------------------------------------------------------------------------- | ----------------------------------- | --- | ------------------------- | ------------------------ |
| Velhartice, südwestlich vom Hauptplatz (Standort)                          | Kirche der Heiligen Maria Magdalena | Eine gotische Friedhofskirche mit einem dreiseitigen Presbyterium und einem spätgotischen nördlichen Vorraum mit Gewölbe. Der Friedhof ist von einer Mauer mit einem Renaissance-Tor begrenzt.                                                                              | 30679/4-3477 Info Katalog | weitere Bilder           |
| Velhartice, Hauptplatz (Standort)                                          | Brunnen                             | Granitbehälter mit quadratischem Grundriss, in der Mitte Säule mit einer runden Schale. Klassizistische städtische Wassermanagementstruktur aus der Mitte des 19. Jahrhunderts.                                                                                             | 31510/4-3489 Info Katalog | Brunnen                  |
| Velhartice, Velhartice 15, Hauptplatz (Standort)                           | Pfarrhaus                           | Eingeschossiges Pfarrhaus mit Wirtschaftsgebäuden, umgeben von einem Garten, der von einer Mauer begrenzt wird. Aus der zweiten Hälfte des 16. Jahrhunderts, im Barockstil modifiziert.                                                                                     | 29720/4-3478 Info Katalog | Pfarrhaus                |
| Velhartice, Velhartice 52, Hauptplatz (Standort)                           | Gehöft Nr. 52                       | Fachwerkhaus im Erdgeschoss mit Holzverkleidung und Dach über der Veranda, Wirtschaftsgebäude. Klassizistische Volksarchitektur aus der ersten Hälfte des 19. Jahrhunderts.                                                                                                 | 26132/4-3483 Info Katalog | Gehöft Nr. 52            |
| Velhartice, Velhartice 117 (Standort)                                      | Haus Nr. 117                        | Zweistöckiges Stadthaus aus Backstein mit Scheune. Ein Gebäude barock-klassizistischen Ursprungs aus der zweiten Hälfte des 18. Jahrhunderts mit einem Steinportal. | 26163/4-3487 Info Katalog | Haus Nr. 117             |
| Velhartice, Velhartice 82 (Standort)                                       | Haus Nr. 82                         | Fachwerkhaus mit hängendem Giebel. Klassizistische Volksarchitektur aus der ersten Hälfte des 19. Jahrhunderts. | 23541/4-3484 Info Katalog | Haus Nr. 82              |
| Velhartice, Velhartice 102, Hauptplatz (Standort)                          | Haus Nr. 102                        | Backstein Stadthaus auf einem breiten rechteckigen Grundriss. Barock-klassizistisches Gebäude, wahrscheinlich an der Stelle zweier älterer Einfamilienhäuser errichtet. | 15561/4-3486 Info Katalog | Haus Nr. 102             |
| Velhartice, südwestlich der Ortschaft am Waldrand (Standort)               | Jüdischer Friedhof                  | Ein jüdischer Friedhof, der 1858 gegründet wurde und von einer hohen Steinmauer umgeben ist. Auf dem Friedhof befinden sich 65 Grabsteine - die ältesten im Barockstil aus Sandstein, die jüngeren aus poliertem Granit.                                                    | 16524/4-3490 Info Katalog | weitere Bilder           |
| Velhartice, Hauptplatz (Standort)                                          | Kirche Maria Geburt                 | Eine zweischiffige Kirche mit einem gotischen Presbyterium, einem asymmetrisch platzierten romanischen Turm in der Westfassade. Die romanische Kirche, die zu Beginn des 14. Jahrhunderts im gotischen Stil erweitert wurde, wurde im Renaissance- und Barockstil umgebaut. | 20927/4-3476 Info Katalog | weitere Bilder           |
| Velhartice, Velhartice 10, Hauptplatz (Standort)                           | Haus Nr. 10                         | Zweistöckiges Stadthaus mit spätklassizistischer Fassade und angrenzendem Innenhofflügel. Ein Beispiel für die Stadtentwicklung barock-klassizistischen Ursprungs,t Beginn des 19. Jahrhunderts modernisiert.                                                               | 42108/4-3479 Info Katalog | Haus Nr. 10              |
| Velhartice, Velhartice 1 (Standort)                                        | Schloss Velhartice                  | Schloss Velhartice. Schloss, Turm, Palast, Brücke, Burgbefestigung, Brauerei, Kapelle (St. 210). | 36894/4-3475 Info Katalog | weitere Bilder           |
| Velhartice, Vorburg der Burg Velhartice, Nr. 139/1, bei Nr. 108 (Standort) | Haus orig. Běšiny Nr. 21            | Landhaus, orig. Běšiny Nr. 21, heute die Vorburg der Burg Velhartice | 27200/4-2735 Info Katalog | Haus orig. Běšiny Nr. 21 |
| Velhartice, Vorburg der Burg Velhartice, Nr. 297, bei Nr. 108 (Standort)   | Haus orig. Běšiny Nr. 60            | Ein Fachwerkhaus auf einer steinernen Stützmauer mit einem anschließenden Wirtschaftsgebäude unter einem gemeinsamen Schindeldach, das von Běšiny Nr. 60 an den Rand des Schlosses Velhartice verlegt wurde. 19. Jahrhundert.                                               | 35413/4-2738 Info Katalog | Haus orig. Běšiny Nr. 60 |
| Velhartice, Velhartice 11, Hauptplatz (Standort)                           | Gehöft Nr. 11                       | Kleineres klassizistisches Gehöft mit teilweise verputzten Holzrahmenkonstruktionen, stilisierten Paneelen aus Fenster- und Türöffnungen und erhaltener Inneneinrichtung.                                                                                                   | 36386/4-3480 Info Katalog | Gehöft Nr. 11            |
| Velhartice (Standort)                                                      | Getreidespeicher                    | Teilweise gezimmerter Getreidespeicher aus Steinmauerwerk mit steilem Satteldach. 19. Jahrhunderts. 2008 aus Petrovice bei Měčín in das Freilichtmuseum Velhartice überführt.                                                                                               | 39798/4-3218 Info Katalog | Getreidespeicher         |
| Velhartice, Velhartice 101 (Standort)                                      | Haus Nr. 101                        | Fachwerkhaus im Erdgeschoss auf einer steinernen Stützmauer und einer schwarzen Küche. 18. Jahrhundert. | 40186/4-3485 Info Katalog | Haus Nr. 101             |

### Hory Matky Boží
| Lage                       | Objekt             | Beschreibung | ÚSKP-Nr.                  | Bild           |
| -------------------------- | ------------------ | --- | ------------------------- | -------------- |
| Hory Matky Boží (Standort) | Kirche Maria Namen | Einschiffig mit einem dreiseitig geschlossenen Chor und einem prismatischen Turm in der Westfassade. Ursprünglich frühbarocke Architektur. | 33848/4-2960 Info Katalog | weitere Bilder |

### Chotěšov
| Lage                           | Objekt                                  | Beschreibung | ÚSKP-Nr.                  | Bild |
| ------------------------------ | --------------------------------------- | --- | ------------------------- | ---- |
| Chotěšov, Dorfplatz (Standort) | Kapelle des heiligen Antonius von Padua | Kapelle mit rechteckigem Grundriss. Am Eingang zur Kapelle ein Holzkreuz mit einem Gemälde von Christus. 19. Jahrhundert. | 22258/4-3773 Info Katalog | BW   |

### Nemilkov
| Lage                                       | Objekt           | Beschreibung | ÚSKP-Nr.                  | Bild           |
| ------------------------------------------ | ---------------- | --- | ------------------------- | -------------- |
| Nemilkov, Nemilkov 1 (Standort)            | Schloss Nemilkov | Renaissance-Barock-Landhauses auf den Überresten einer mittelalterlichen Festung mit gotischen, Renaissance- und Barockelementen. Beim Schloss gibt es einen Brunnen und einen Park, der von einer Mauer umgeben ist. | 46683/4-3167 Info Katalog | weitere Bilder |
| Nemilkov, Kreuzung vor dem Dorf (Standort) | Marterl          | Auf der prismatischen Säule mit konkav geformten Wänden befindet sich ein Schrein mit einem Metallkreuz. 18. Jahrhundert. Einer der wenigen Schreine am Wegesrand in der Region.                                      | 41048/4-3168 Info Katalog | BW             |

### Radvanice
| Lage                              | Objekt     | Beschreibung                          | ÚSKP-Nr.                  | Bild |
| --------------------------------- | ---------- | ------------------------------------- | ------------------------- | ---- |
| Radvanice, Radvanice 2 (Standort) | Haus Nr. 2 | Fachwerkhaus mit Wirtschaftsgebäuden. | 35147/4-2982 Info Katalog | BW   |